# Дрентведе
Дрентведе (нім. Drentwede) — громада в Німеччині, розташована в землі Нижня Саксонія. Входить до складу району Діпгольц. Складова частина об'єднання громад Барнсторф.
Площа — 30,31 км2. Населення становить 1010 ос. (станом на 31 грудня 2021).